# Coelidiana brasiliensis
Coelidiana brasiliensis är en insektsart som beskrevs av Rauno E. Linnavuori 1965. Coelidiana brasiliensis ingår i släktet Coelidiana och familjen dvärgstritar. Inga underarter finns listade i Catalogue of Life.